# Daberstedt
Daberstedt, Erfurt-Daberstedt – dzielnica miasta Erfurt w Niemczech, w kraju związkowym Turyngia. 